# Martin Olsson
Martin Olsson vagy teljes nevén Martin Tony Waikwa Olsson (Gävle, 1988. május 17. –) svéd válogatott labdarúgó, a Malmö középpályása. A válogatottban balhátvédként vagy bal oldali középpályásként játszik. A svéd Högaborgs BK játékoskeretébe Mark Hughes igazolta névleges díjért 2006 januárjában. Blackburn Roversnél töltött pályafutása során 117 mérkőzésen játszott és három gólt lőtt.

## Pályafutása

### Högaborgs BK
Olsson Svédországban kezdte labdarúgó-pályafutását, kezdetben a klub ifjúsági csapatában játszott. Tehetsége felkeltette számos európai labdarúgóklub érdeklődését, és 2006 januárjában a Blackburn Rovers igazolta le labdarúgó-akadémiája számára.

### Blackburn Rovers
A Blackburnben a 2007-08-as szezonban, az UEFA-kupa selejtezőn mutatkozott be Stephen Warnock cseréjeként.
A Premier League-ben 2007. december 30-án játszotta első mérkőzését a Derby County ellen, a mérkőzésen a 84. percben cserélték be Morten Gamst Pedersen helyére. A 2007-08-as szezonban a Blackburn az „év fiatal játékosának” választotta.
2009 májusában 2012 nyaráig szóló négyéves szerződést írt alá a klubbal.
A Blackburn színeiben 2008. szeptember 24-én érte el első gólját az angol labdarúgó-ligakupában az Everton ellen, mely egyben csapata egyetlen, győztes gólját is jelentette. 2010. január 20-án egy látványos fej feletti rúgással ért el gólt az Aston Villa ellen 6-4-re végződött angol labdarúgó-ligakupa elődöntőben.
2009. november 23-án a Tottenham Hotspur elleni mérkőzésen a második sárga lapja után kiállították. A premier league-ben a Hull City ellen érte el első gólját (végeredmény: 1-0), bár később a gólt öngólnak minősítették, mivel a labda az ellenfél kapusáról, Boaz Myhillről pattant be a hálóba. 25. bajnoki mérkőzését 2010. március 24-én játszotta, a 2-1-re megnyert, Birmingham City elleni összecsapáson.

### Swansea City
2017 januárjában két és fél éves szerződést kötött az élvonalban szereplő Swansea City-vel.

## Nemzetközi pályafutása
Olsson több mérkőzést is játszott Svédország 18-éven aluli és 21-éven aluli válogatottjaiban.

## Magánélete
Játékosügynöke az egykori svéd válogatott játékos, Stefan Schwarz. Egy ikertestvére van, Marcus, aki a Derby County színeiben játszik.